# 索特德切拉
索特德切拉，是西班牙巴伦西亚自治区巴伦西亚省的一个市镇。总面积34平方公里，总人口312人（2001年），人口密度9人/平方公里。